# Caux-Palace
Pour les articles homonymes, voir Caux (homonymie).
Le Caux-Palace est un palace situé à Caux, dans le canton de Vaud, en Suisse.
Réalisé par l'architecte vaudois Eugène Jost, il fut inauguré le 7 juillet 1902. Bâti sur une terrasse de 500 mètres de long, et multipliant les tours et tourelles aux tuiles vernissées, le bâtiment, visible de toute la région, modifiait durablement le paysage montreusien ; il devait aussi donner une fréquentation internationale importante au village de Caux après qu'il fut racheté et réhabilité par Initiatives et Changement en 1946. Tout en poursuivant chaque été son activité comme centre de rencontres d'Initiatives et Changement, le Caux-Palace est à présent également le siège de l'école hôtelière suisse SHMS. Le bâtiment est classé comme bien culturel d'importance nationale.

## Histoire

### Caux avant le palace
Jusqu'en 1875, la région de Caux n'a été habitée que de manière éparse. Les « Monts de Caux » avaient toujours servi de pâturage pour les fermiers de la région de Montreux et la route du col de Jaman de passage vers la vallée de la Sarine et du Simmental. En 1875, Émilie Monnier transforme son chalet du Mont de Caux en auberge afin d'accueillir les randonneurs de plus en plus nombreux à s'aventurer dans les parages en raison de l'essor progressif du tourisme depuis une quarantaine d'années à Montreux (ouverture de l'Hôtel du Cygne en 1837) et Territet (l'Hôtel des Alpes en 1841). Le hameau de Glion fut le premier à en profiter, mais pour cela il fallait relier Glion au reste du monde : une route en lacets partant de l'église des Planches fut ouverte en 1850 et très rapidement l'hôtel Righi vaudois fut ouvert. On s'attela en parallèle à la question d'une desserte par voie ferrée, ce qui conduisit à la mise en service du funiculaire Territet-Glion en 1883. C'est à cette époque que des entrepreneurs de la région s'avisèrent du potentiel de « Mont de Caux ».

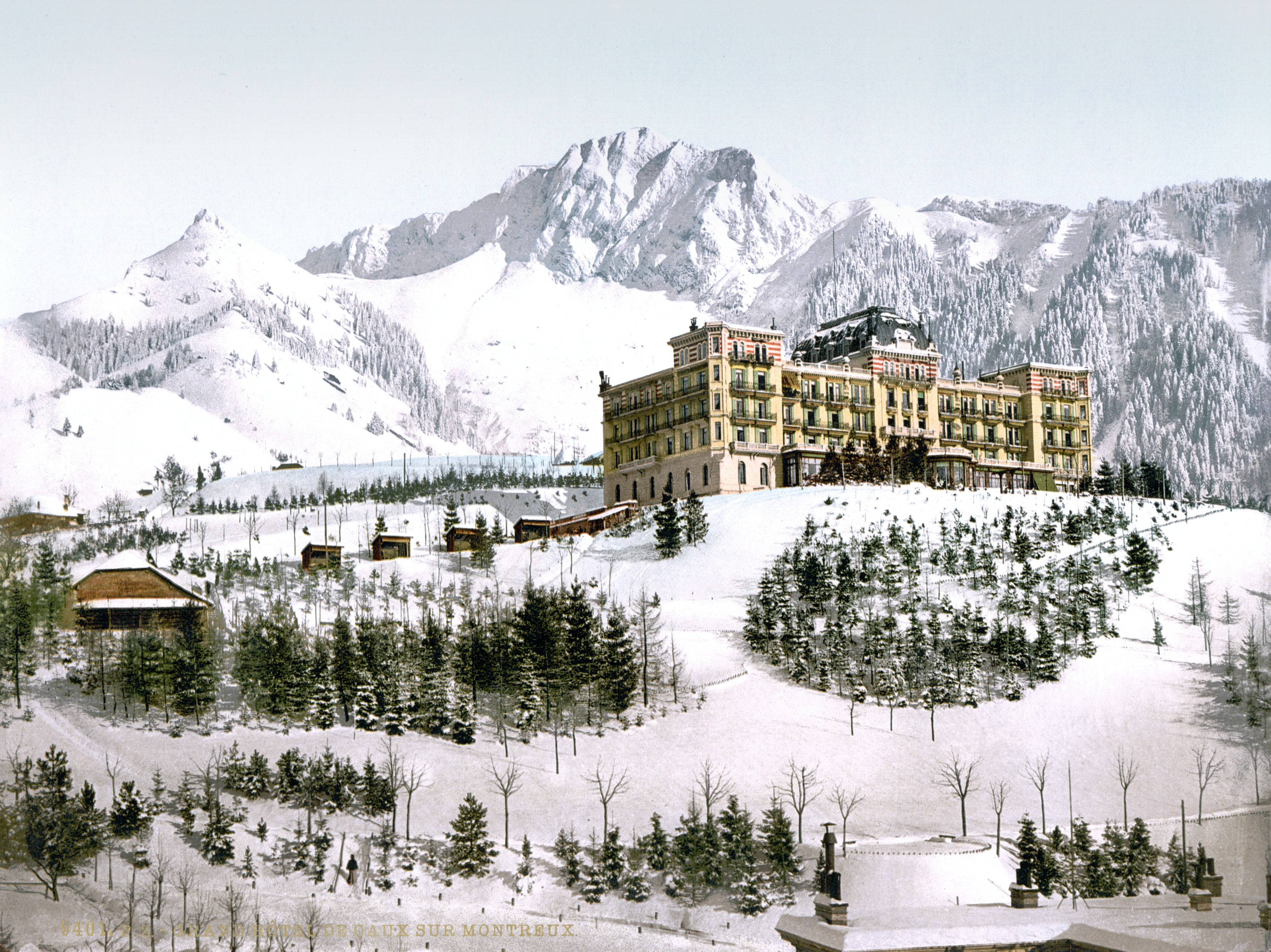
Le Grand Hôtel de Caux, avant la construction du Caux-Palace.

En particulier, Philippe Faucherre, né en 1844 à Vevey, et son épouse Louise Vautier, tous deux issus de familles d'hôteliers. Il s'assure du produit d'une carrière de pierre en 1890 et fait sortir de terre le Grand Hôtel de Caux en trois ans. Tous les matériaux nécessaires avaient été transportés à dos de mulet faute de voies de communication, encore en construction. La voie ferrée de Glion jusqu'au sommet des Rochers de Naye sera construite en 15 mois et ouverte en 1892, un tour de force exécuté sous la direction d'un brillant ingénieur ferroviaire, M. Laubi. Le tronçon de Montreux à Glion ne sera construit que 27 ans plus tard. Quant à la route, elle est construite et livrée à la même époque par l'entrepreneur Pierre Bottelli. Le succès immédiat du Grand Hôtel, inauguré en juillet 1893 et où séjournent nombre de personnalités de l'époque, conduit d'autres entrepreneurs à concevoir le projet du Caux-Palace.

### Construction du palace
Cinq ans après l'ouverture du Grand Hôtel de Caux, Ami Chessex, propriétaire du Grand-Hôtel de Territet, décide de construire un nouvel hôtel à Caux sur les terrains qu'il possède au "Creux du moulin" soit un peu en dessous du Grand-Hôtel, bien que ces terrains soient en forte pente. Début 1899, il négocie avec Philippe Faucherre la création d'une société commune, la Société immobilière de Caux, avec un capital de 2,5 millions de francs.

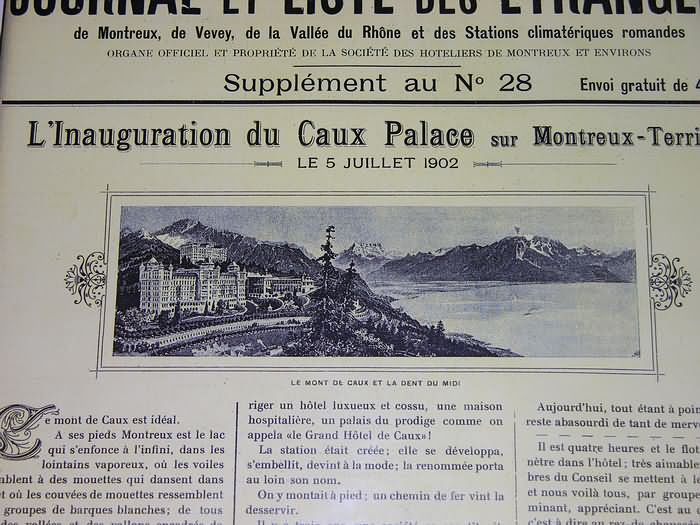
Article de journal relatant l'ouverture du Caux-Palace en 1902.

 Début 1900, cette société lève trois millions d'emprunt obligataire et cinq cent mille francs supplémentaires en 1903. Ses premiers travaux consistent à réhausser d'un étage le Grand-Hôtel, ce qui lui ajoute 80 lits dès 1899. Début 1900 commence la construction du palace de Caux. Il faut que ce soit à la fois l'hôtel le plus grand et le plus luxueux jamais construit en Suisse. C'est pourquoi les architectes, sous la direction d'Eugène Jost, proposent de construire un mur de soutènement de 400 mètres de long, permettant de donner de la surface aux futurs jardins et d'établir une promenade en belvédère d'où l'on pourra admirer à loisir le paysage grandiose du lac et des Alpes. C'est l'un des adjoints de Jost, M. Alfred Daulte, qui dirigera les travaux sur place à Caux, un travail délicat sachant qu'à certains moments il y a plus de 800 ouvriers sur le chantier et qu'il est soumis à un contrôle étroit de la part de son commanditaire, Ami Chessex, qui monte à pied deux fois par semaine pour inspecter le chantier et n'hésite pas à donner des ordres en contradiction avec les directives de l'architecte ! Néanmoins, la construction et la finition sont réalisées en à peine plus de deux ans et le 7 juillet 1902, le Caux palace fut inauguré en grande pompe, avec la participation du président du Conseil d'État, M. Cossy, et la quasi-totalité du gouvernement cantonal. Le bilan de la Société immobilière de Caux montre que le coût total de la construction s'élève à 2 555 949 francs.

### Belle époque
Comme pour le Grand-Hôtel, le succès du Caux-Palace est immédiat. Des personnalités se rendent à Caux, parmi lesquelles on note les noms de Sacha Guitry, Paul Morand, Romain Rolland, Edgar Wallace, mais aussi du prince Ibn Seoud, futur roi d’Arabie Saoudite, de John D. Rockefeller et du maharajah de Baroda (en). Ce dernier résidait souvent avec sa suite dans le Caux-Palace. Sa chambre, dans l’angle sud-ouest, jouissait d’une excellente vue, et est encore aujourd’hui appelée la chambre du maharajah. La tapisserie en tissu de cette dernière a pu être restaurée. Un mobilier en citronnier, également préservé, avait été tout spécialement créé pour lui. Une anecdote raconte qu'une de ses malles était tombée du train lors d'une de ses montées à Caux. Malencontreusement, elle contenait une partie de son trésor sous forme de titres et autres papiers de valeurs. Le maharadjah exigea immédiatement la tête du coupable ! La malle fut finalement retrouvée bien plus tard.
Deux à trois semaines d'attente dans la région sont parfois nécessaires avant d'avoir le privilège de pouvoir séjourner à Caux. Dans les premières années du siècle, dans le sillage des deux grands établissements de la Société immobilière de Caux, des hôtels plus modestes s’implantent à Caux comme l’hôtel Pavillon des fougères (plus tard hôtel Alpina) puis l’hôtel Maria, qui auront parfois aussi une clientèle prestigieuse. Une école est ouverte à Caux en 1905, une chapelle anglicane en 1906, puis en 1907 la chapelle catholique. Des chalets privés sont également bâtis à cette époque. Au-delà des sports d’hiver courants (luge, patin à glace et bientôt le ski), on peut aussi s’adonner au bobsleigh : une piste est créée entre Crêt-d’y-Bau et Caux, à l’époque c’est la plus longue d’Europe. C’est à Caux que fut fondée la Fédération mondiale de bobsleigh et plus tard la Fédération mondiale de hockey sur glace.

### Années de crise

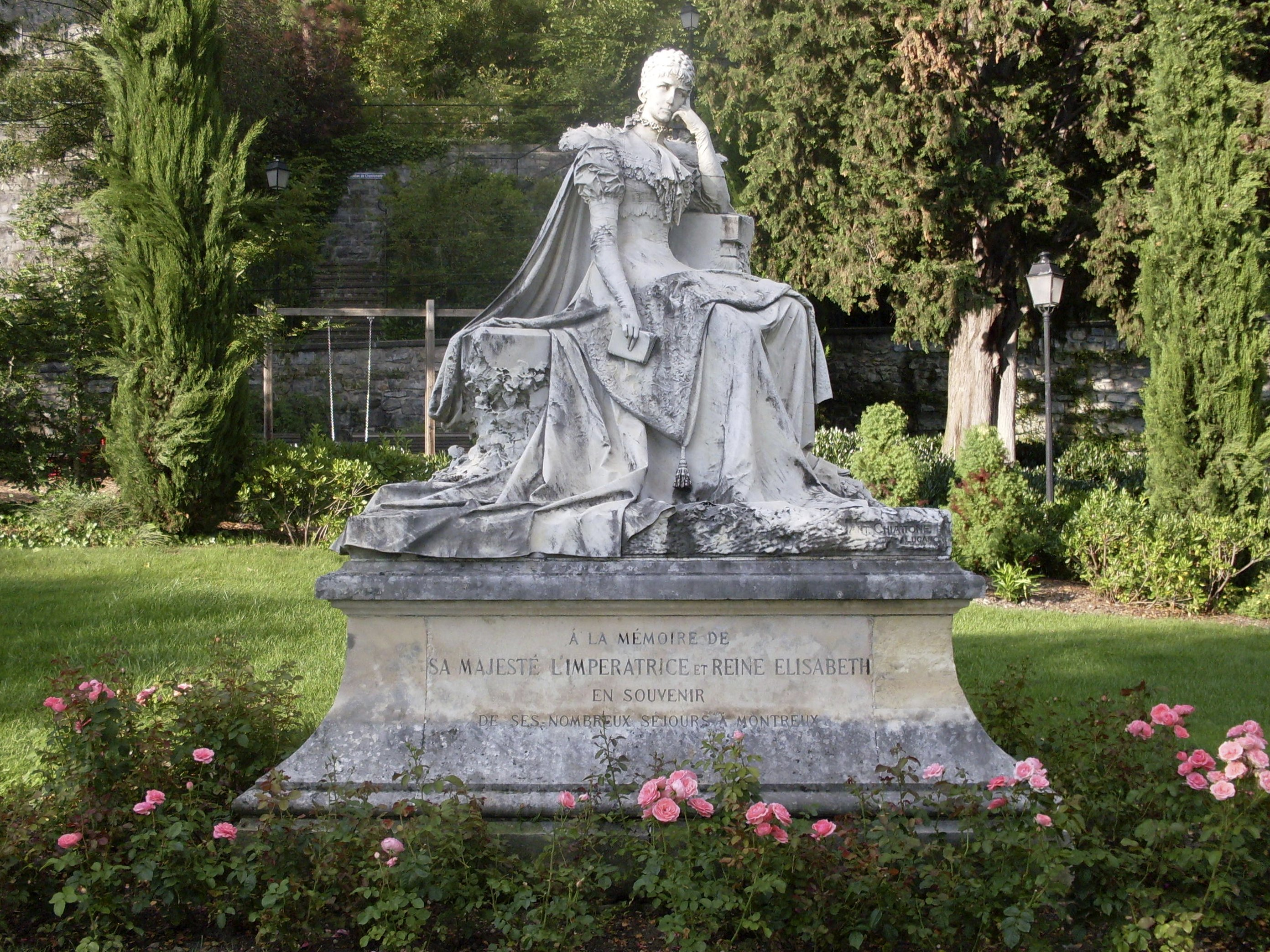
Statue de l’impératrice Sissi à Territet « en mémoire de ses nombreux séjours à Montreux ».

Le 1er août 1914 sonne le glas de la brillante croissance du tourisme de luxe. En quelques jours, les hôtels se vident pour 5 ans. Le 10 août, les quelques clients restant au Grand-Hôtel sont transférés au Palace et le Grand-Hôtel est fermé. En 1917, Ami Chessex décède après trois ans de lutte pour tenir la tête de son entreprise hors de l’eau. La perte cumulée à la fin de la guerre sera d'un million de francs. Une restructuration financière de la Société immobilière de Caux a lieu en 1919, année à partir de laquelle tout semble revenir lentement dans l’ordre, mais les taux de change sont défavorables aux séjours en Suisse et les hôtels de Caux ne répondent plus tout à fait aux exigences des hôtels de luxe. En 1925, plus de trente ans après son ouverture, le Grand-Hôtel est rénové et prend le nom d’Hôtel Regina en souvenir de l’impératrice Sissi, qui avait résidé au Grand-Hôtel en 1898, l'année même de son assassinat à Genève. Les années 1927 et 1928 voient de bonnes fréquentations. Une seconde restructuration financière a lieu en 1929 pour lever un million de francs nécessaires à la rénovation du Caux Palace. Caux accueille la coupe du monde de bobsleigh en 1930. La crise économique survient et les années 1930 à 1935 seront très difficiles. Une quatrième restructuration financière ne parvient pas à améliorer la situation et à partir de 1937, le conseil d’administration met en vente le Caux Palace tandis que les pertes s’accumulent. 1938 voit l’électrification du chemin de fer et la vogue du ski relance partiellement Caux. Le Caux Palace s’appelle désormais Hôtel Esplanade et chercher à attirer une clientèle moins huppée que précédemment. En 1939 il doit fermer définitivement.

### Seconde Guerre mondiale
Après le Caux Palace, les différents hôtels ferment graduellement leurs portes. En 1941, la société de l’Hôtel Régina est déclarée en faillite et l’hôtel change deux fois de mains. Quant au Palace, fermé dès les premiers jours de la guerre, il va rouvrir de mai à octobre 1944 pour héberger des aviateurs anglais et américains évadés de camps de prisonniers du nord de l’Italie, puis, d’octobre 1944 à juillet 1945, ce seront des réfugiés civils italiens, puis finalement, de décembre 1944 à juillet 1945, des réfugiés juifs venus de Hongrie. Ce groupe de 1 670 personnes arrivait de Bergen-Belsen où il avait été interné par les SS malgré le paiement d'une forte rançon pour être évacué de Hongrie vers un pays neutre. Cet épisode est connu sous le nom de l’affaire du train Kasztner, du nom du principal négociateur juif de cette évacuation. D’ultimes négociations sur fond de défaite allemande et d’évacuation de certains camps de concentration leur permettront d’être finalement rendus à leur destination initiale, avant que le camp d’internement de Bergen-Belsen ne devienne à son tour un véritable camp d’extermination sous la conduite de SS repliés d’Auschwitz. Les juifs orthodoxes seront hébergés à l’hôtel Regina et les autres au Caux Palace. En mémoire de ces réfugiés, un chêne a été planté sur la terrasse du Caux Palace en 1997 et une plaque apposée en août 1999. On y lit : « En mémoire des réfugiés juifs hébergés ici pendant la Deuxième Guerre mondiale, et en mémoire de ceux qui ont été refoulés à la frontière suisse. Nous ne les oublierons pas. »
Pendant cette époque troublée, le gardien du Caux Palace, Robert Auberson, avait mis à l’abri tout ce qui est précieux, tel que vaisselle, meubles, etc. En revanche, l’ensemble de ces séjours forcés à Caux avait conduit à de nombreuses dégradations des bâtiments ; par exemple, beaucoup d’éléments ordinaires pouvant avoir une valeur de revente (poignées de portes, serrures, robinetterie, etc.) ont disparu pendant cette époque. Voilà qui achevait de ruiner l’œuvre des fondateurs du Caux Palace : l’action de la Société immobilière de Caux était passée de 200 francs à 1 franc en 1936 et, hors les terrains et le gros œuvre des bâtiments, il ne restait plus rien des 9 à 10 millions de francs investis depuis 1890.

### Rachat par Initiatives et Changement
C’est en 1946 qu'Initiatives et Changement, connu à l'époque sous le nom de Réarmement moral, est amené à acheter le Caux Palace pour en faire son principal centre de rencontres en Europe. À ce moment-là pourtant, le Caux Palace paraissait proche de sa fin, étant en piteux état et mis en vente à bas prix par son propriétaire, la Banque populaire de Montreux, promis sans doute à la démolition par son futur acquéreur. L’idée en revient au Genevois Philippe Mottu, diplômé de théologie et de sciences politiques, travaillant au Département politique fédéral (le ministère des affaires étrangères) et engagé depuis le milieu des années trente aux côtés de Frank Buchman au sein des Groupes d’Oxford.
En 1943, une pensée lui revient avec insistance : « Si la Suisse échappe à la guerre, notre tâche sera de mettre à la disposition de Frank Buchman un endroit où les Européens, déchirés par la haine, la souffrance et les ressentiments, pourront se retrouver. Caux est l’endroit ».
Le propriétaire, la Banque populaire suisse à Montreux, tout comme le maire de la ville, comprend l'intérêt qu'il y aurait à ouvrir un centre international de rencontres dans la région. Un prix d'achat favorable est offert — 1 050 000 francs suisses —, privilégiant ainsi le Réarmement moral par rapport à d'autres candidats acquéreurs. Près d'une centaine de personnes honorent les premières mises de fonds.
Le contrat est signé le 25 mai 1946 par Philippe Mottu et Robert Hahnloser en leur nom propre. Les dons affluent de toute la Suisse, au total de 95 familles dont les efforts financiers permettent d’honorer la traite de 450 000 francs à payer au 1er juillet 1946. Les dons en nature de tapis, tableaux et meubles arrivent aussi de toute la Suisse pour remeubler le Caux Palace. Pendant six semaines, une centaine de volontaires travaillent nuit et jour pour remettre en état l'intérieur du bâtiment, sous la direction de l’ingénieur suisse Robert Hahnloser, secondé par l’architecte néerlandais Jap de Boer. Le 9 juillet, le premier repas préparé dans les cuisines rénovées de Caux est servi (pour 150 convives).
Dès l’été 1946, trois mille personnes séjournent à Caux. Des dortoirs sont installés et une partie des participants sont hébergés dans les autres hôtels désaffectés de Caux. Entre 1946 et 1947, de nombreux travaux sont réalisés dans le Caux Palace pour l’adapter à sa nouvelle vocation : transformation de la salle de bal en théâtre, nouveau hall d’accueil plus spacieux… Au printemps 1947, la Fondation de Caux, devant augmenter sa capacité d’accueil, achète le Grand-Hôtel et l’hôtel Maria, puis en 1949 l’hôtel Alpina et divers chalets.

### Centre de rencontres de Caux

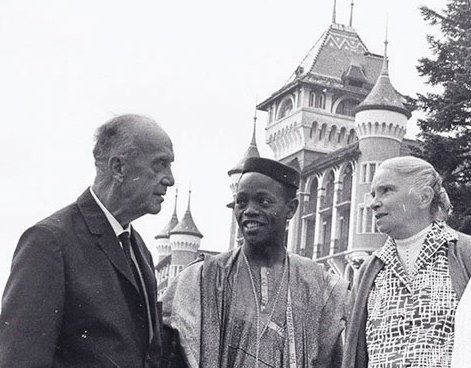
Le professeur zurichois Theophil Spoerri, la député française Irène Laure et un délégué africain à Caux.

Au cours des 50 années suivantes, le Palace ne connaît guère d’autres modifications substantielles. Son historique se confond avec la longue liste des rencontres qui s’y tiennent et qui, dans certains cas, auront des répercussions sur le plan politique.
Leur but est d'offrir un point de rencontre pour les individus et les groupes qui travaillent pour la justice, la guérison et le développement humain. Les projets menés de par le monde par les équipes d'Initiatives et Changement se reflètent dans les thèmes des rencontres :
- consolidation de la paix et instauration de la confiance;
- formation à un leadership éthique et une bonne gouvernance;
- vivre de manière respectueuse de l’environnement.

| Années    | Événement |
| 1946-1950 | Nombreuses rencontres impliquant Allemands et Français, dont les futurs protagonistes de l’accord sur la Communauté du Charbon et de l’Acier, qui établiront des liens de confiance grâce à Caux. |
| 1950      | Accueil d'une délégation de 60 dirigeants politiques et syndicaux japonais dont plusieurs futurs gouvernants. Ils remettent au centre de Caux une croix faite du bois d’un arbre retrouvé dans Hiroshima dévastée par la bombe atomique,. |
| 1950      | Un groupe de mineurs de la Ruhr, cadres du parti communiste, voulant ajouter les valeurs morales et le changement de l'homme à la pensée de leur parti, en sont exclus et resteront d’ardents militants du Réarmement moral. |
| 1950-1956 | Parties de Caux, des équipes du Réarmement moral amorcent une action de lutte contre la corruption dans les ports brésiliens. Celle-ci se répercutera dans les favelas de Rio de Janeiro. |
| 1950-1953 | Venue de nombreuses délégations d'ouvriers, de cadres et de patrons d'entreprises, notamment françaises, qui créent les conditions nécessaires à l’aboutissement, le 1er février 1951, de la signature de la première convention collective nationale de branche en France (dans le textile, qui devient le seul secteur avec la manutention ferroviaire à mettre ainsi à profit la loi du 11 février 1950).                                                                              |
| 1953-1960 | Caux devient une plate-forme de contacts entre dirigeants de pays d'Afrique et représentants de nations colonisatrices. |
| 1961      | Mort de Frank Buchman ; les années de transition qui suivent freinent quelque peu le rayonnement de Caux, sans toutefois interrompre son activité. |
| 1964      | Accord international sur la stabilisation des cours du jute, conclu grâce au lobbying actif de l’industriel français Robert Carmichael, membre du conseil de la Fondation de Caux. |
| 1967      | La création du centre du Réarmement moral à Panchgani (Inde) élargit l'action vers les pays d'Asie. |
| 1968-1969 | Venue à Caux de sept délégations du Haut-Adige qui permet de résoudre le conflit interculturel dur qui pénalisait cette province italienne en partie germanophone. |
| 1977-1980 | En liaison étroite avec Caux, action pour la paix et l'indépendance de l'ancienne Rhodésie. |
| 1986      | A l’initiative de présidents de grandes entreprises européennes, japonaises et américaines, dont Ryuzaburo Kaku (Canon) et Frits Philips (Philips), lancement de la Table Ronde de Caux, puis de sa charte éthique pour la conduite des entreprises. |
| 1986-1995 | Les rencontres interpersonnelles et entre groupes opposés qui se déroulent à Caux appuient des efforts de réconciliation au Liban, au Cambodge, en Somalie, en Afrique du Sud, ainsi que le dialogue entre communautés ethniques dans les centres urbains. |
| 1993      | Lancement du programme Fondations pour la Liberté : dotées de nombreux contacts en Europe de l’Est, les équipes ouest-européennes du Réarmement moral lancent une série d’actions de formation aux fondements éthiques de toute société démocratique. Le programme se transformera en association de droit ukrainien quelques années plus tard. |
| 1994      | Publication des « principes pour la conduite des affaires » par la Table ronde de Caux, et développement d’une méthode d’auto-évaluation éthique destinée aux entreprises. |
| 2000-2010 | Actions pour la paix et la réconciliation au Burundi et dans la région des grands lacs africains, en partenariat avec le DFAE (ministère des affaires étrangères suisse). Réunions en alternance entre Caux et sur le terrain entre responsables politiques gouvernementaux et dissidents. |
| 2002      | Fondation de l’association internationale « Initiatives et Changement – International » qui fédère les organisations nationales d’une trentaine de pays et dont le siège est à Caux. |
| 2008-2012 | Forums de Caux pour la Sécurité humaine, qui réunissent chaque année diplomates, politiques et ONG autour des grandes questions qui affectent la sécurité humaine : conflits, partage des ressources, économie non durable. |
| 2013-2018 | Enfants Acteurs de Transformation dans la Société (Children as Actors of Transformation in Society — « CATS ») : conférences qui réunissent à Caux des spécialistes des droits de l'enfant, des pédagogues et des groupes de jeunes et d'enfants du monde entier, autour de la responsabilisation et de la participation des jeunes. |
| 2015-2018 | Pour relancer une Europe inachevée (Addressing Europe's Unfinished Business — « AEUB ») : série de séminaires, avec la participation de jeunes ambassadeurs venus de la plupart des pays européens, qui vise à faire prendre conscience des nombreuses zones de conflit toujours actives en Europe et à traiter les frustrations ou les rancunes qui les entretiennent pour retrouver l'esprit de réconciliation qui a été le ciment de la première phase de la construction européenne,. |

## Style et architecture

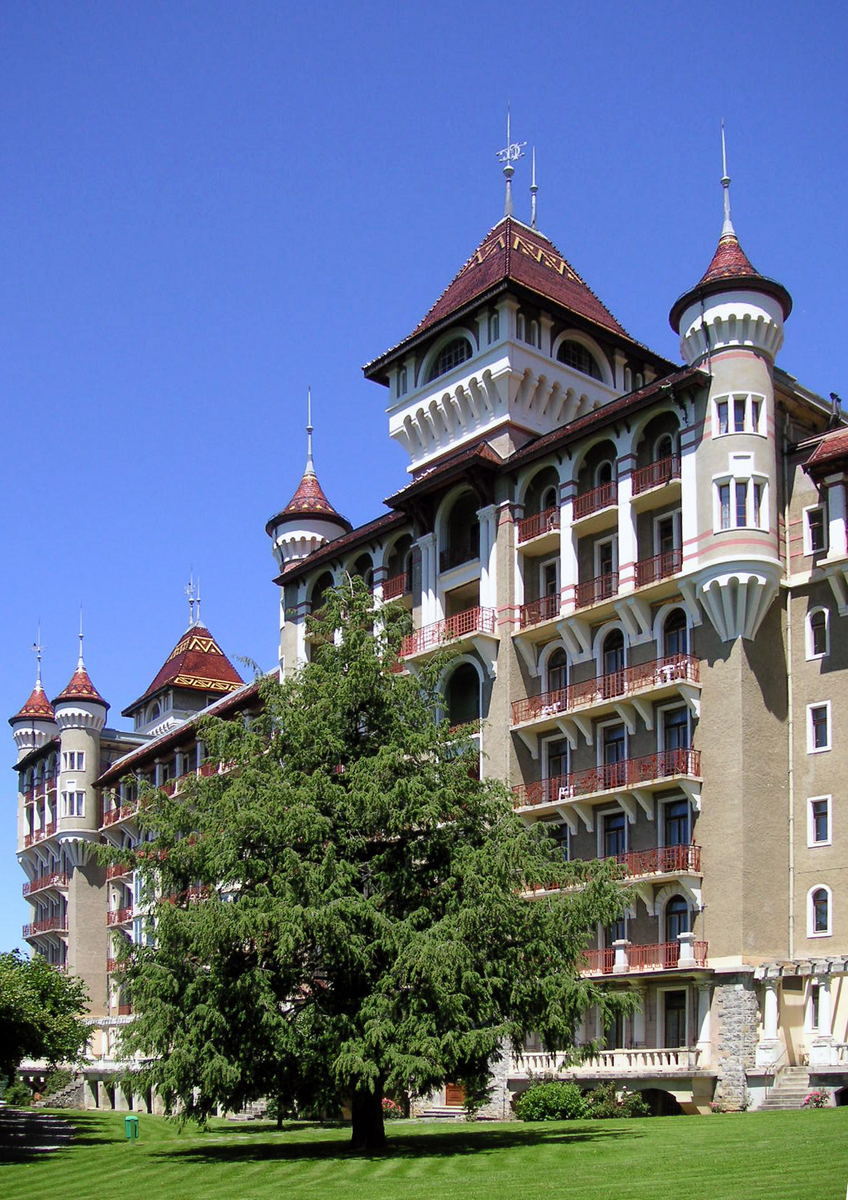
Architecture du Caux-Palace Hôtel.

Le bâtiment du Caux-Palace étonne à la fois par sa taille et par son style éclectique.

### Style
Son style souvent considéré comme néo-médiéval a fréquemment fait qualifier le Caux-Palace de « château de contes de fées », mais « il ne s’agit en aucun cas d’une reconstitution archéologique : Jost n’utilise que quelques éléments aux lointaines consonances médiévales — peut-être inspirées de Chillon, château que l’architecte connaît bien pour l’avoir restauré —, tels que les « échauguettes » surmontées d’une couronne de mâchicoulis et les deux tours portées par des corbeaux lisses qui ponctuent les pavillons de l’aile des appartements. Le style n’est guère plus médiéval : quelques larmiers, quelques accolades ; sinon des arcs en plein cintre à claveaux néo-Renaissance florentine, une bichromie plutôt Louis XIII, des éléments de bois sculpté et des tuiles vernissées qui doivent autant à la mode du style balnéaire qu’à celle du Heimatstil… […] Le Caux-Palace est donc, plutôt que néomédiéval, « post-néomédiéval » si l’on peut dire. L’architecte cite librement, et sans se faire d’illusions, des modèles (les châteaux du Moyen Âge) dont il ne peut plus imiter ni le plan ni la structure, car ils sont trop éloignées de la sa typologie. Il en reprend quelques détails seulement, réveillant toute une imagerie médiévale ou même néomédiévale. ».

### Animation de la façade
Dans l'étude des façades des hôtels construits par Eugène Jost, le professeur Dave Lüthi, de l'université de Lausanne, relève que, pour éviter le style "caserne" qui pourrait résulter de l’alignement des fenêtres des chambres sur de très longues façades, Jost "s’ingénie à contrebalancer le déploiement horizontal des façades par une articulation presque brutale des volumes verticaux, ainsi que par l’usage de travées point trop nombreuses et ornées de façon à dynamiser les différentes sections des façades (accents portés sur les lucarnes et les toitures plus importantes qui contrastent avec les angles laissés libres de tout décor.)" Dans le cas du Caux-Palace, "sans doute le "chef-d’œuvre d’Eugène Jost", "la façade sud, percée de 271 fenêtres, est ingénieusement découpée en cinq parties, et rythmée par de nombreux éléments en saillie (balcons, bow-windows, galerie en encorbellement au dernier étage). Contrastant avec cette partie, l’aile des salles communes s’ajoure de grandes baies qui troublent la perception que le visiteur a de l’édifice depuis le jardin : ces brusques ruptures d’échelle, typique de l’architecture éclectique, indiquent la fonction de chacune des parties et les mettent en opposition comme pour mieux prévenir le visiteur de la subjectivité de son regard : le grand et le petit son relatifs.  Vu de près l’hôtel en impose par ses dimensions monumentales (c’est d’ailleurs ce qui le rapproche le plus de ces soi-disant modèles médiévaux) sans pour autant « écraser » l’observateur ; en vision lointaine, seule la ligne de corniche et les tourelles sont visibles : l’hôtel, comme un diadème posé sur le Mont de Caux, devient l’enseigne géante du site." Le Caux-Palace est donc tout à fait représentatif de la tendance lancée par Eugène Jost : "Se jouant des divers éléments rapportés (balcons, loggias, décoration sculptée), l’architecte les assemble en une composition qui renouvelle l’approche académique des styles anciens. Renonçant peu à peu à la structuration classique faite de bandeaux, de corniches et de pilastres qui caractérise une majeure partie de la production de l’époque, Jost donne à l’hôtel une façade qui, vers 1900, n’appartient qu’à ce type architectural."

### Fonctionnalité
Pour le Caux-Palace comme pour ses autres créations hôtelières, la réflexion d'Eugène Jost porte d'abord sur le plan et sur les façades. Il déploie ses constructions jusqu’à leur donner des dimensions colossales au détriment de l’usage. "Le client se voit donc infliger un long trajet entre l’entrée de l’hôtel et sa chambre (contrairement aux hôtels traditionnels), mais le cheminement se révèle riche en surprises. Les dimensions des espaces traversés, la variété des sources lumineuses, le luxe de leur décor sont autant de surprises qui  ponctuent le trajet. Si la distribution n’est pas "rationnelle" au sens où l’entend un Viollet-le-Duc ou un Guadet, elle est en revanche conçue comme une promenade architecturale, autour de laquelle gravite le monde parallèle des services et domestiques."

## Rénovations

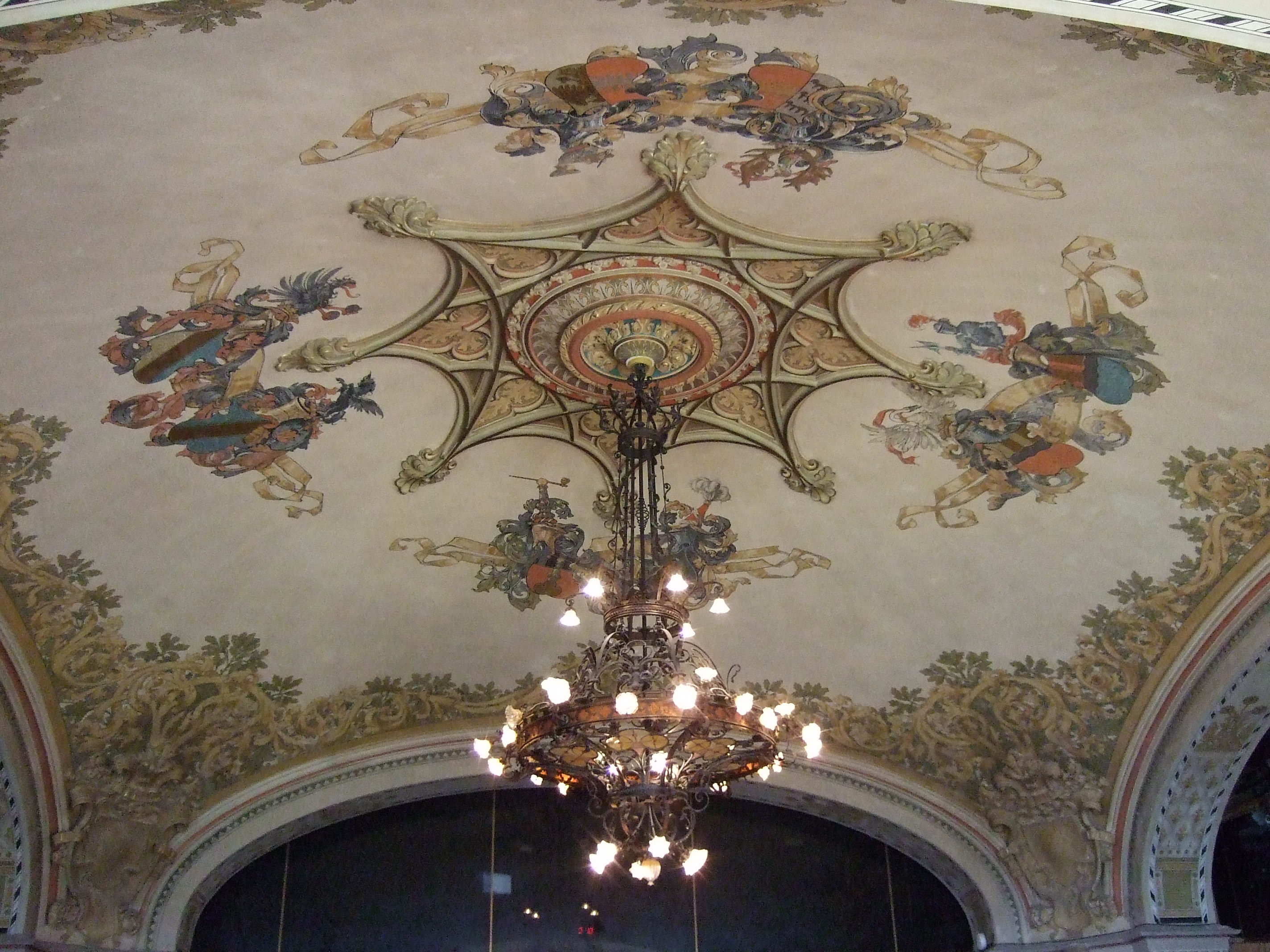
Plafond armorié dû à Otto Haberer (1866-1941), grand hall du Caux-Palace.

La Fondation de Caux avait procédé au cours des années à de nombreuses opérations de maintenance du bâtiment, la plus spectaculaire étant, dans les années 1980, la rénovation du toit aux tuiles vernissées qu’il fallut importer de la région de Dijon, avec l’assistance financière de l’association française Initiatives et Changement. La salle à manger avait été refaite en 1959 et une fresque du peintre finlandais Lennart Segerstråle ajoutée.
L’arrivée de SHMS comme locataire à partir de 1995 permet à la Fondation de Caux d’aller plus vite et plus loin, beaucoup de chantiers de rénovations du bâtiment étant dès lors cofinancées par les deux partenaires. (L'école Swiss Hotel Management School (SHMS) loue le Caux Palace pour la durée de chaque année scolaire, le bâtiment étant rendu aux rencontres d’Initiatives et Changement pendant les mois de juillet et août.)
Dans certains cas, il s’agit de mise aux normes, c’est le cas par exemple des cuisines qui doivent à présent servir toute l’année dans le strict respect des meilleures normes professionnelles, des installations d’alarme anti-incendie ou de la séparation des eaux usées et des eaux pluviales. Un chantier très important concerne la rénovation graduelle des plus de deux cents salles de bain dont la majorité était encore équipée comme au début du XXe siècle.
Dans d’autres cas, il s’agit d’aménagements nécessaires à l’enseignement délivré par l’école : création d’un amphithéâtre et de salles de cours, d’un café internet. Certaines rénovations sont aussi nécessaires du point de vue de certaines structures comme la pergola du rez-de-chaussée donnant sur le jardin.
Mais le plus intéressant du point de vue du patrimoine fut la rénovation de la grande salle et de certaines pièces à valeur historique en 2007 et 2008, avec l’aide de la Fondation Pro Patria, de la Loterie Romande et de JP Morgan Chase.
Il s’agissait en particulier de nettoyer et restaurer les fresques du plafond et des murs du grand hall décoré en 1902 par le peintre bernois Otto Haberer. L'un des plus vastes de Suisse, ce plafond est unique dans la région par son style de décoration, par sa forme de coupole, et surtout parce qu’il est l’un des seuls à présenter encore son état d’origine. La restauration a permis de minimiser l'impact visuel des altérations dues au temps tout en maintenant au maximum la substance des décors d'origine et de mettre au jour deux fresques ornant les manteaux de cheminée décoratifs du grand hall. Ces travaux de rénovation ont été conduits par les ateliers de MM. Olivier Guyot et Julian James, restaurateurs spécialisés, et suivis par la section « Monuments et Sites » de l'État de Vaud, ainsi que par l'architecte suisse Eric Jaeger pour la Fondation de Caux.
Fin 2015, la Fondation la Fondation CAUX-Initiatives et Changement a également fait remplacer le système de chauffage, qui est passé au bois (local) plutôt qu’au mazout, ce qui permet d’abaisser les émissions de CO2 d’origine fossile de quelque 590 tonnes par an. Les chaudières et cuves de mazout remplacées dataient du début des années 1960 et avaient elles-mêmes remplacé les six chaudières à charbon installées en 1902 lors de la construction du Caux Palace.

## Fonds d'archives
Les archives du Centre international de rencontres de Caux ont été déposées dès 2001, par lots successifs, aux Archives cantonales vaudoises (Suisse).
- Partitions de musique.
- Fondation pour le Réarmement moral : publications ; statuts ; rapports annuels ; procès-verbaux ; documents financiers et comptables ; documents fiscaux ; conventions ; documents techniques ; dossiers du personnel ; dossiers thématiques ; activités du centre de conférences de Caux.
- Acquisition de l'Hôtel Esplanade, anc. Caux-Palace, rebaptisé Mountain House

Société immobilière de Caux.
- Secrétariat général du centre de conférences de Caux : correspondance ; télex, télégrammes ; stencils ; communiqués de presse ; listes d'adresses (restriction de consultation)

Conférences mondiales : invitations, préparation ; correspondance ; discours.
- Dossiers thématiques se rapportant à des journées ou des sessions consacrées à différents domaines (industrie, politique, éducation, armée, etc.) ; communiqués de presse (multicopiés et en général reliés) ; comptes-rendus divers ; nuitées ; listes des participants (consultation avec restriction) ; fiches de police (consultation avec restriction).
- Formation à Caux ; activités hors de Caux, en Suisse et hors de Suisse.
- Films originaux, 1931-1976, 63 films pour 67 boîtiers, de format 16 mm, à l'exception de 2 films 35 mm et 5 divers formats. Répartition temporelle : 1931-1949, 12 films ; 1950-1955, 5 films ; 1956-1960, 10 films ; 1961-1965, 24 films ; 1966-1970, 3 films ; 1971-1976, 2 films ; sans date sûre, 7 films[31].